# 山中村 (広島県)
山中村（やまなかむら）は、広島県御調郡にあった村。現在の三原市の一部にあたる。

## 地理
- 河川：和久原川（湧原川）[2]

## 歴史
- 1889年（明治22年）4月1日、町村制の施行により、御調郡山中村が単独で村制施行し、山中村が発足[1][2]。
- 1925年（大正14年）消防組設置[2]。
- 1930年（昭和5年）片倉製糸紡績株式会社三原製糸所設置[2]。
- 1936年（昭和11年）11月15日、御調郡三原町・糸崎町・西野村、豊田郡田野浦村・須波村と合併し、市制施行し三原市を新設して廃止された[1][2]。

### 地名の由来
三原城築城後、その北東部の山中に位置したことによる。

## 産業
- 農業、林業[2]

## 教育
- 1889年（明治22年）山中尋常小学校新築[2]。1912年（明治45年）実業補習学校付設[2]。

## 名所・旧跡
- 賀羅加波神社（御調郡内唯一の式内社）[2]